# 英國統一黨
英國統一黨（英語：UK Unionist Party）是一個活動於北愛爾蘭的英國小型政黨，建立於1995年，於2008年解散，黨揆為羅伯特·麥卡特尼。在此之前，羅伯特·麥卡特尼曾以之名號參與1987年英國大選。